# Olympische Sommerspiele 2008/Leichtathletik – 3000 m Hindernis (Frauen)

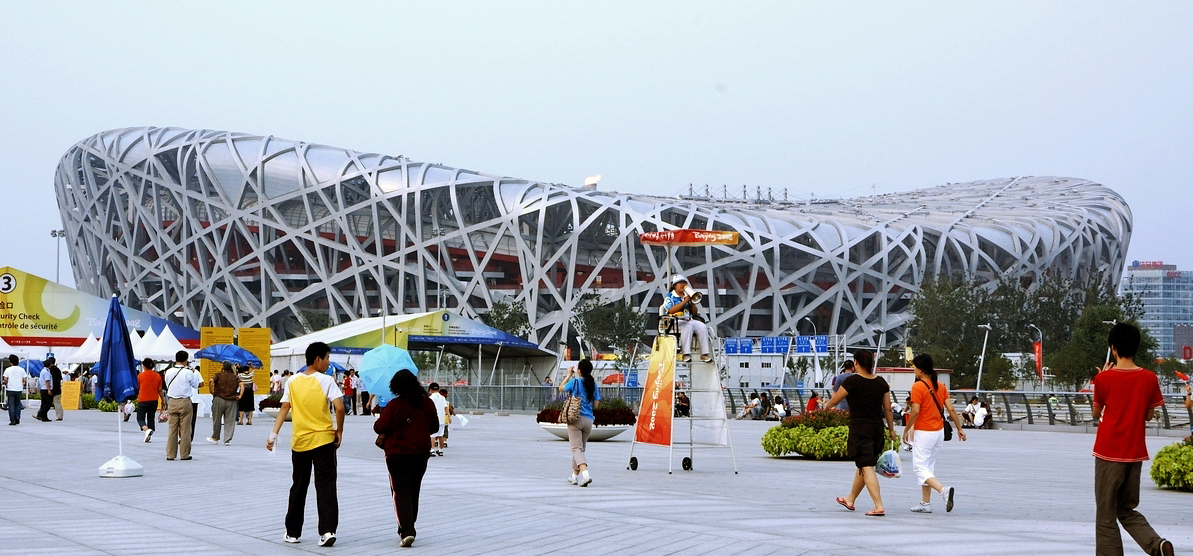
Das Vogelnest – Olympiastadion von Peking

Der 3000-Meter-Hindernislauf bei den Olympischen Spielen 2008 in Peking wurde am 15. und 17. August 2008 im Nationalstadion ausgetragen. 51 Athletinnen nahmen daran teil.
Olympiasiegerin bei der ersten Austragung dieses Wettbewerbs bei Olympischen Spielen wurde die Russin Gulnara Galkina, die als erste Läuferin unter neun Minuten lief und mit ihren 8:58,81 min einen neuen Weltrekord aufstellte. Die Kenianerin Eunice Jepkorir Kertich gewann die Silbermedaille, und Bronze ging an Tatjana Petrowa aus Russland.

## Aktuelle Titelträgerinnen
| Olympiasiegerin 2004                      | Wettbewerb nicht im olympischen Programm   | Wettbewerb nicht im olympischen Programm   | Athen 2004          |
| Weltmeisterin 2007                        | Jekaterina Wolkowa ( Russland)             | 9:06,57 min                                | Ōsaka 2007          |
| Europameisterin 2006                      | Alesja Turawa ( Belarus)                   | 9:26,05 min                                | Göteborg 2006       |
| Panamerikanische Meisterin 2007           | Sabine Heitling ( Brasilien)               | 9:51,13 min                                | Rio de Janeiro 2007 |
| Zentralamerika und Karibik-Meisterin 2008 | Ángela Figueroa ( Kolumbien)               | 10:18,23 min                               | Cali 2008           |
| Südamerika-Meisterin 2007                 | Zenaide Vieira ( Brasilien)                | 10:07,93 min                               | São Paulo 2007      |
| Asienmeisterin 2007                       | Zhao Yanni ( Volksrepublik China)          | 10:48,18 min                               | Amman 2007          |
| Afrikameisterin 2008                      | Zemzem Ahmed ( Äthiopien)                  | 9:44,58 min                                | Addis Abeba 2008    |
| Ozeanienmeisterin 2008                    | Wettbewerb nicht im Meisterschaftsprogramm | Wettbewerb nicht im Meisterschaftsprogramm | Saipan 2008         |

## Rekorde

### Bestehende Rekorde
| Weltrekord         | 9:01,59 min                                                 | Gulnara Samitowa ( Russland)                                | Heraklion, Griechenland                                     | 4. Juli 2004                                                |
| Olympischer Rekord | Wettbewerb bei Olympischen Spielen bisher nicht ausgetragen | Wettbewerb bei Olympischen Spielen bisher nicht ausgetragen | Wettbewerb bei Olympischen Spielen bisher nicht ausgetragen | Wettbewerb bei Olympischen Spielen bisher nicht ausgetragen |

### Rekordverbesserungen
Es wurde ein erster olympischer Rekord aufgestellt, der anschließend einmal verbessert wurde. Diese Verbesserung bedeutete gleichzeitig einen neuen Weltrekord. Außerdem gab es zwei Kontinental- und acht weitere Landesrekorde.
- Weltrekord:
  - 8:58,81 min – Gulnara Galkina (Russland), Finale am 17. August
- Olympische Rekorde:
  - 9:15,17 min (erster OR) – Gulnara Galkina (Russland), erster Vorlauf am 15. August
  - 8:58,81 min – Gulnara Galkina (Russland), Finale am 17. August
- Kontinentalrekorde:
  - 9:07,41 min (Afrikarekord) – Eunice Jepkorir Kertich (Kenia), Finale am 17. August
  - 9:07,41 min (Nordamerikarekord) – Jenny Barringer (USA), Finale am 17. August
- Landesrekorde:
  - 9:22,38 min – Cristina Casandra (Rumänien), erster Vorlauf am 15. August
  - 9:25,50 min – Habiba Ghribi (Tunesien), erster Vorlauf am 15. August
  - 9:29,14 min – Helen Clitheroe (Großbritannien), erster Vorlauf am 15. August
  - 9:27,48 min – Elena Romagnolo (Italien), dritter Vorlauf am 15. August
  - 9:29,86 min – Antje Möldner (Deutschland), dritter Vorlauf am 15. August
  - 9:30,21 min – Rasa Troup (Litauen), dritter Vorlauf am 15. August
  - 9:16,85 min – Cristina Casandra (Rumänien), Finale am 17. August
  - 9:17,85 min – Zemzem Ahmed (Äthiopien), Finale am 17. August

## Doping
In dieser Disziplin gab es einen weiteren Dopingfall, der erst Jahre nach den Spielen ermittelt wurde. Die Russin Jekaterina Wolkowa, die zunächst die Bronzemedaille gewonnen hatte, wurde bei einem Nachtest des Dopingmissbrauchs überführt. Ihre Bronzemedaille wurde ihr 2016 aberkannt.
Die im Finale nach ihr platzierten Athletinnen rückten in der offiziellen Wertung jeweils einen Platz nach vorne.
Benachteiligt wurden die beiden folgenden Athletinnen:
- Tatjana Petrowa, Russland – Sie erhielt ihre Bronzemedaille erst mit achtjähriger Verspätung und konnte nicht an der Siegerehrung teilnehmen.
- Helen Clitheroe, Vereinigtes Königreich – Sie hätte über ihre Platzierung am Finale teilnehmen können, was nachträglich natürlich nicht realisierbar war.

## Vorrunde
Es fanden drei Vorläufe statt. Die jeweils vier ersten eines jeden Laufs – hellblau unterlegt – sowie die nächsten drei zeitschnellsten Athletinnen – hellgrün unterlegt – qualifizierten sich für das Finale.

### Vorlauf 1
15. August 2008, 20:25 Uhr
| Platz | Name                  | Nation              | Zeit        | Anmerkung                                   |
| ----- | --------------------- | ------------------- | ----------- | ------------------------------------------- |
| 1     | Gulnara Galkina       | Russland            | 9:15,17 min | erster OR                                   |
| 2     | Ruth Bisibori Nyangau | Kenia               | 9:19,75 min |                                             |
| 3     | Wioletta Frankiewicz  | Polen               | 9:21,88 min |                                             |
| 4     | Cristina Casandra     | Rumänien            | 9:22,38 min | NR                                          |
| 5     | Habiba Ghribi         | Tunesien            | 9:25,50 min | NR                                          |
| 6     | Helen Clitheroe       | Großbritannien      | 9:29,14 min | NR / eigentlich für das Finale qualifiziert |
| 7     | Zhu Yanmei            | Volksrepublik China | 9:29,63 min | PB                                          |
| 8     | Lindsey Anderson      | USA                 | 9:36,81 min |                                             |
| 9     | Mekdes Bekele         | Äthiopien           | 9:41,43 min |                                             |
| 10    | Fionnuala Britton     | Irland              | 9:43,57 min |                                             |
| 11    | Walentyna Horpynytsch | Ukraine             | 9:43,95 min |                                             |
| 12    | Rosa Morató           | Spanien             | 9:45,33 min |                                             |
| 13    | Victoria Mitchell     | Australien          | 9:47,88 min |                                             |
| 14    | Türkan Erişmiş        | Türkei              | 9:48,58 min |                                             |
| 15    | Clarisse Cruz         | Portugal            | 9:49,45 min |                                             |
| 16    | Minori Hayakari       | Japan               | 9:49,70 min |                                             |
| 17    | Widad Mendil          | Algerien            | 9:52,35 min |                                             |

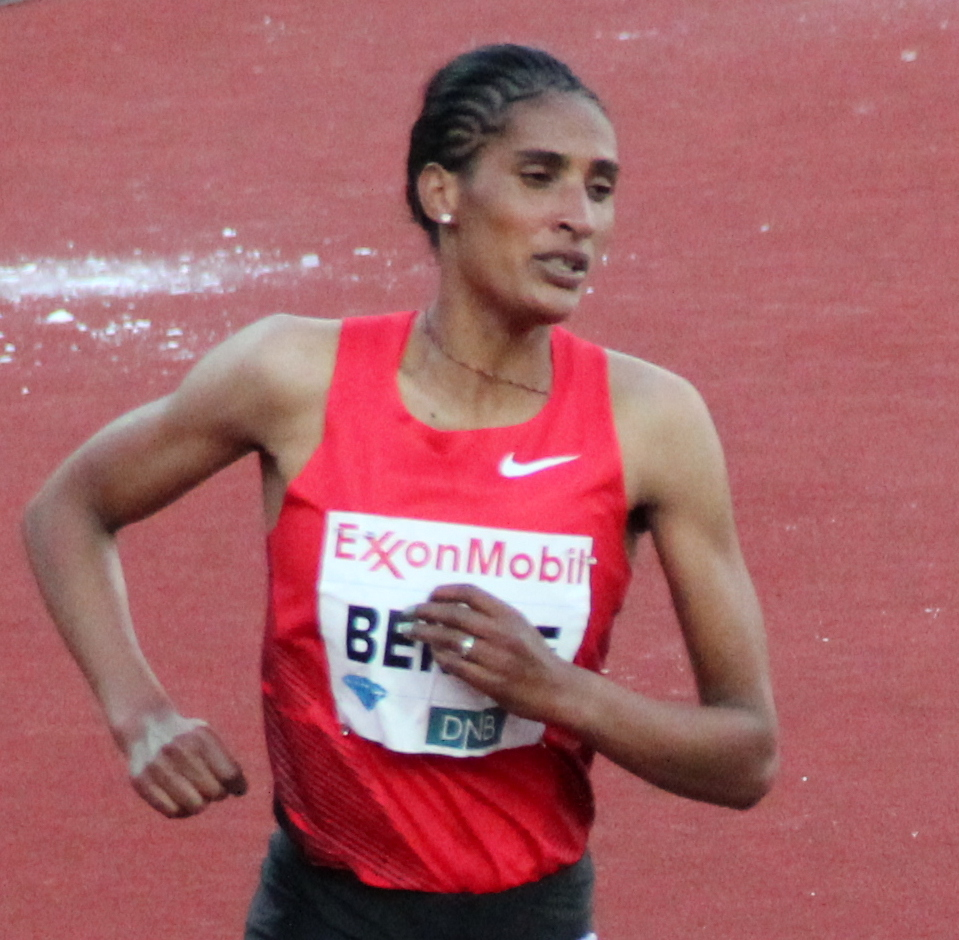
Mekdes Bekele – ausgeschieden als Neunte des ersten Vorlaufs

Weitere im ersten Vorlauf ausgeschiedene Läuferinnen:

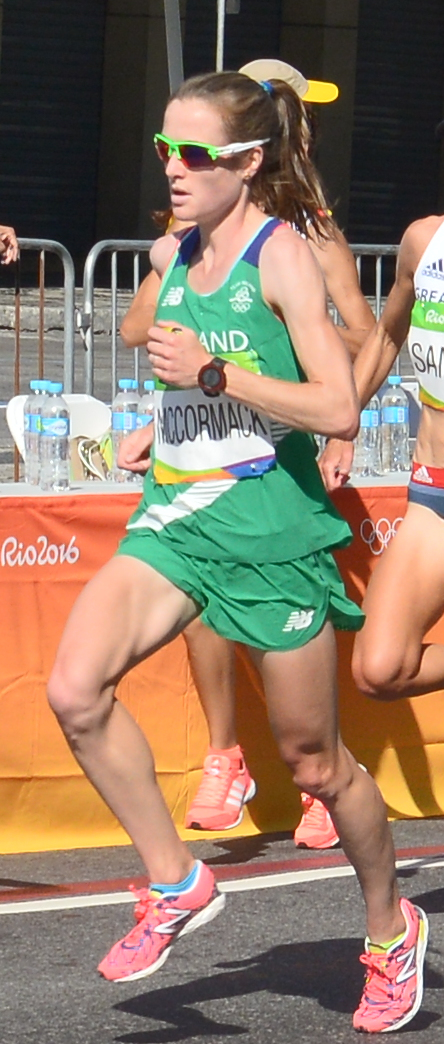
Fionnuala Britton – Rang zehn
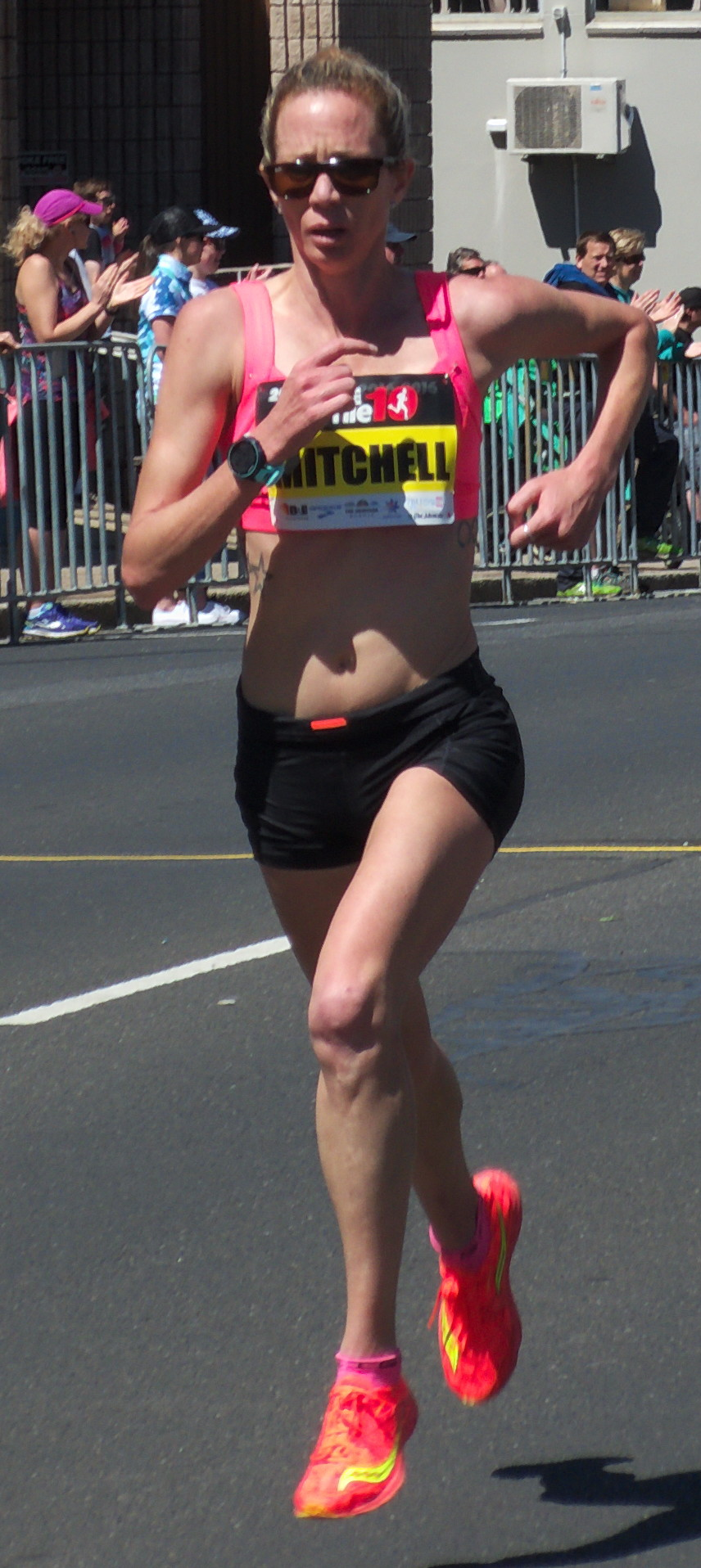
Victoria Mitchell – Rang dreizehn
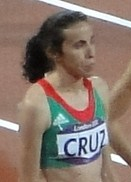
Clarisse Cruz – Rang fünfzehn

### Vorlauf 2
- Jessica Augusto – ausgeschieden
als Fünfte des zweiten Vorlaufs
- Ancuța Bobocel – ausgeschieden
als Sechste des zweiten Vorlaufs

15. August 2008, 20:37 Uhr
| Platz | Name                | Nation              | Zeit         | Anmerkung |
| ----- | ------------------- | ------------------- | ------------ | --------- |
| 1     | Tatjana Petrowa     | Russland            | 9:28,85 min  |           |
| 2     | Róisín McGettigan   | Irland              | 9:28,92 min  |           |
| 3     | Jenny Barringer     | USA                 | 9:29,20 min  |           |
| 4     | Zulema Fuentes-Pila | Spanien             | 9:29,40 min  | PB        |
| 5     | Jéssica Augusto     | Portugal            | 9:30,23 min  |           |
| 6     | Ancuța Bobocel      | Rumänien            | 9:35,31 min  |           |
| 7     | Sophie Duarte       | Frankreich          | 9:38,08 min  |           |
| 8     | Sofia Assefa        | Äthiopien           | 9:47,02 min  |           |
| 9     | Muna Durka          | Sudan               | 9:53,09 min  |           |
| 10    | Veerle Dejaeghere   | Belgien             | 9:54,65 min  |           |
| 11    | Hanane Ouhaddou     | Marokko             | 9:56,41 min  |           |
| 12    | Veronica Nyaruai    | Kenia               | 10:01,69 min |           |
| 13    | Oxana Juravel       | Moldau              | 10:04,38 min |           |
| 14    | Aslı Çakır Alptekin | Türkei              | 10:05,76 min |           |
| 15    | Eirini Kokkinariou  | Griechenland        | 10:22,39 min |           |
| 16    | Zhao Yanni          | Volksrepublik China | 10:36,77 min |           |
| DNF   | Mardrea Hyman       | Jamaika             |              |           |

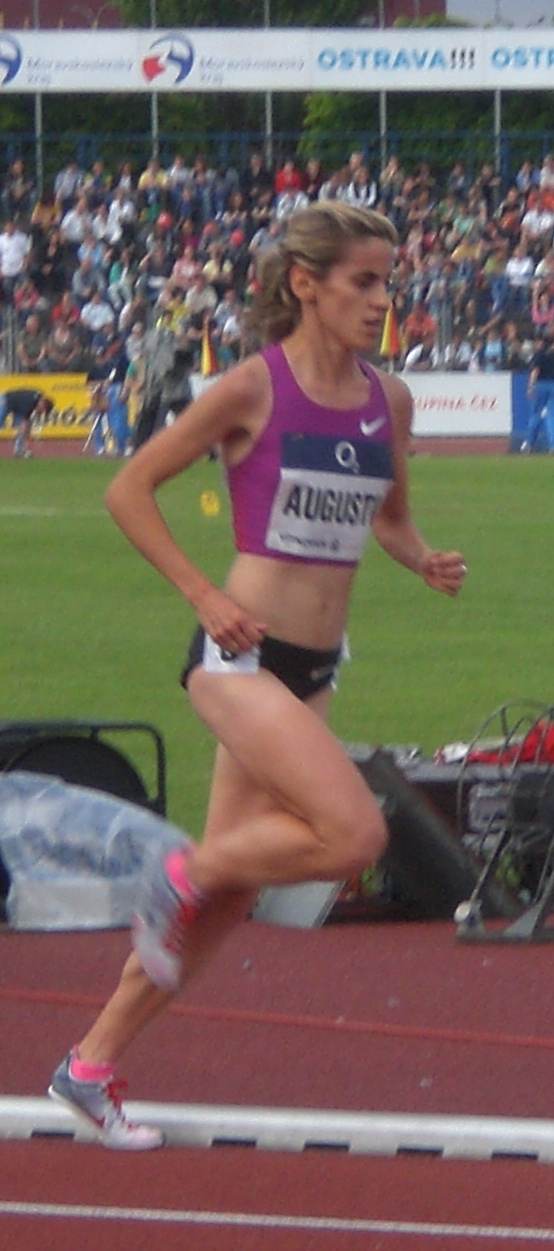
Jessica Augusto – ausgeschieden als Fünfte des zweiten Vorlaufs
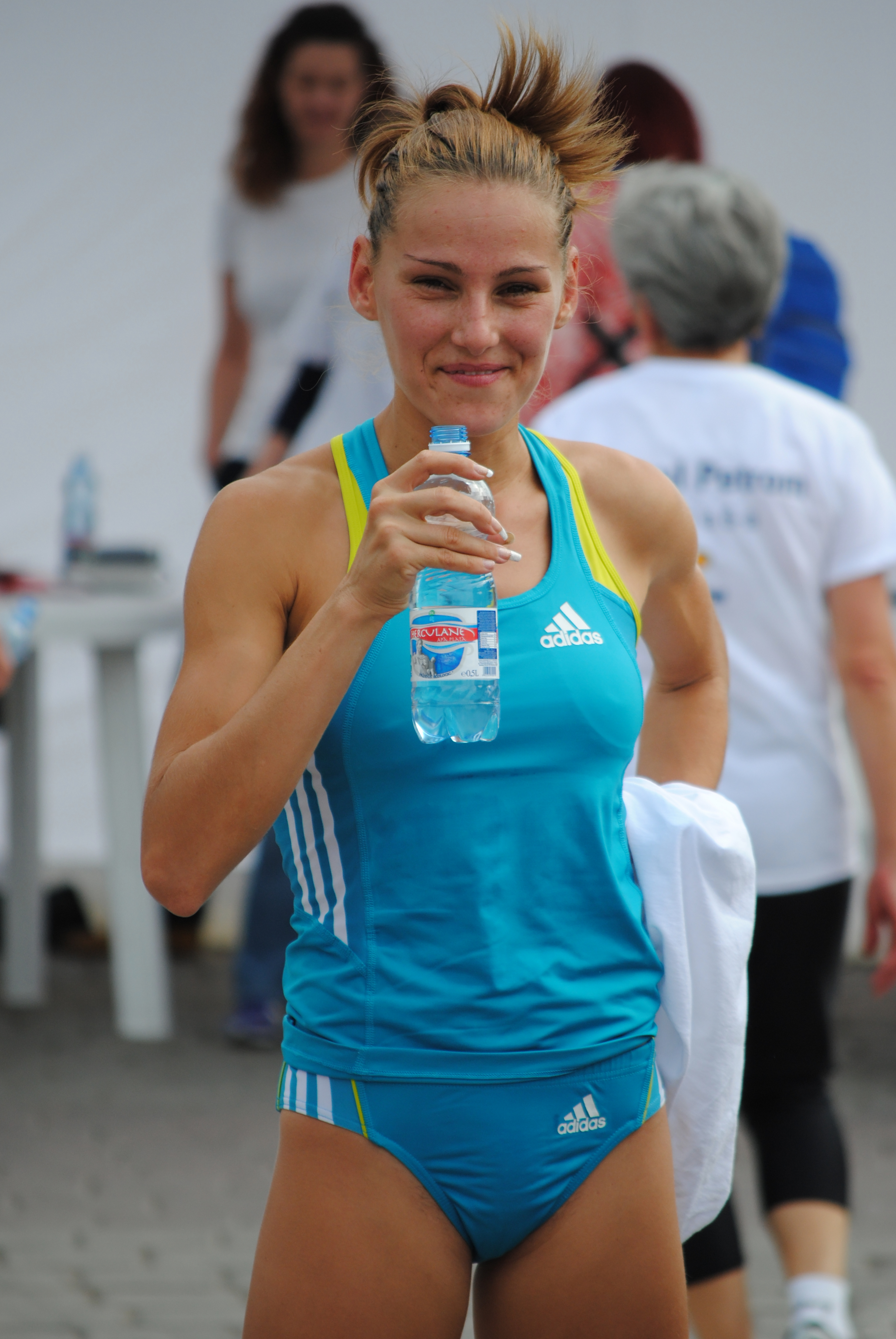
Ancuța Bobocel – ausgeschieden als Sechste des zweiten Vorlaufs

Weitere im zweiten Vorlauf ausgeschiedene Läuferinnen:

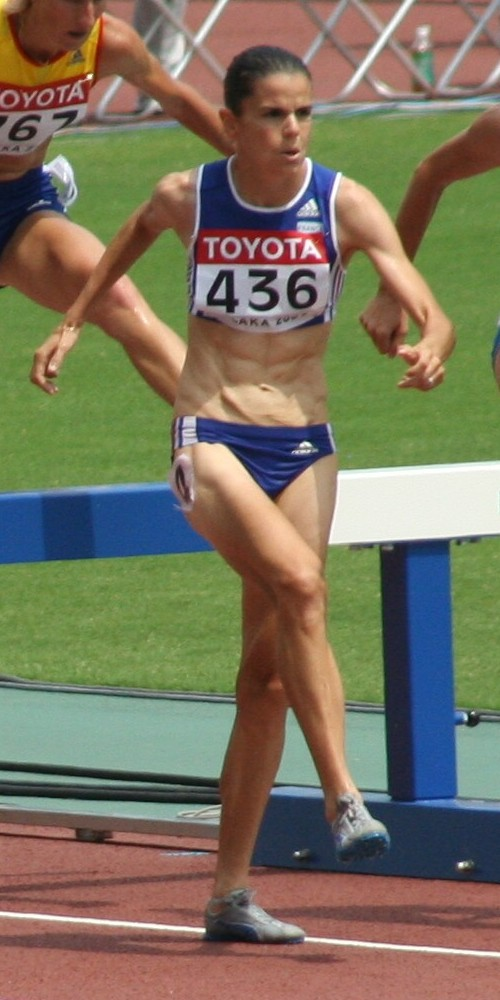
Sophie Duarte – Rang sieben
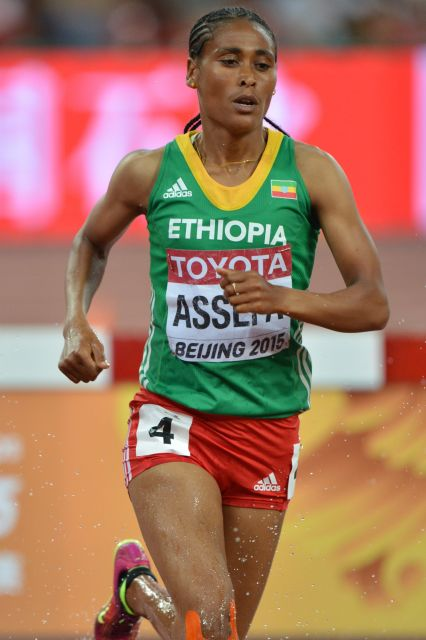
Sofia Assefa – Rang acht
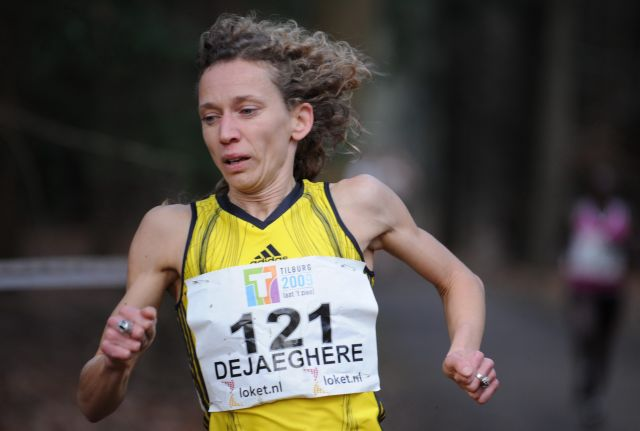
Veerle Dejaeghere – Rang zehn
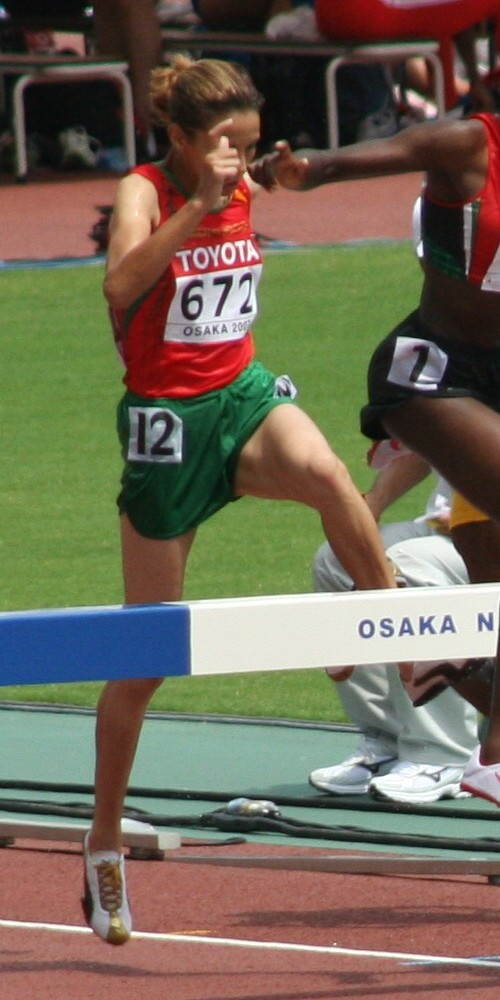
Hanane Ouhaddou – Rang elf
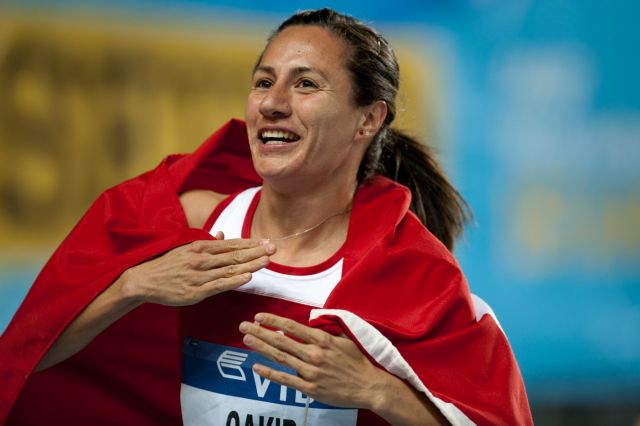
Aslı Çakır Alptekin – Rang vierzehn

### Vorlauf 3
15. August 2008, 20:49 Uhr
| Platz | Name                    | Nation              | Zeit         | Anmerkung                               |
| ----- | ----------------------- | ------------------- | ------------ | --------------------------------------- |
| 1     | Eunice Jepkorir Kertich | Kenia               | 9:21,31 min  |                                         |
| 2     | Marta Domínguez         | Spanien             | 9:22,11 min  |                                         |
| 3     | Zemzem Ahmed            | Äthiopien           | 9:25,63 min  | PB                                      |
| 4     | Elena Romagnolo         | Italien             | 9:27,48 min  | NR                                      |
| 5     | Anna Willard            | USA                 | 9:28,52 min  |                                         |
| 6     | Antje Möldner           | Deutschland         | 9:29,86 min  | DR                                      |
| 7     | Rasa Troup              | Litauen             | 9:30,21 min  | NR                                      |
| 8     | Donna MacFarlane        | Australien          | 9:32,05 min  |                                         |
| 9     | Sara Moreira            | Portugal            | 9:34,39 min  |                                         |
| 10    | Katarzyna Kowalska      | Polen               | 9:47,02 min  |                                         |
| 11    | Barbara Parker          | Großbritannien      | 9:51,93 min  |                                         |
| 12    | Li Zhenzhu              | Volksrepublik China | 10:04,05 min |                                         |
| 13    | Inna Poluškina          | Lettland            | 10:18,60 min |                                         |
| DNF   | Korene Hinds            | Jamaika             |              |                                         |
| DNF   | Dobrinka Schalamanowa   | Bulgarien           |              |                                         |
| DNF   | Zenaide Vieira          | Brasilien           |              |                                         |
| DOP   | Jekaterina Wolkowa      | Russland            | 9:23,06 min  | im Finale dabei, später disqualifiziert |

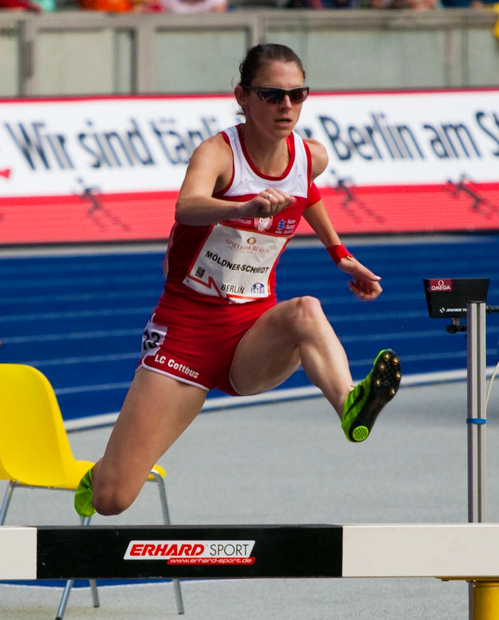
Antje Möldner – ausgeschieden mit Landesrekord als Sechste des dritten Vorlaufs

Weitere im dritten Vorlauf ausgeschiedene Läuferinnen:

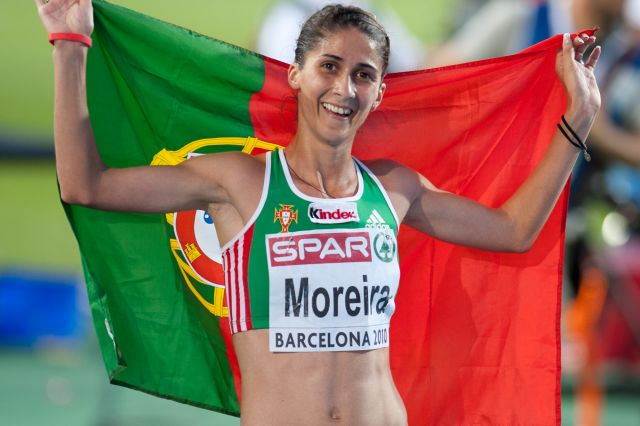
Sara Moreira – Rang neun
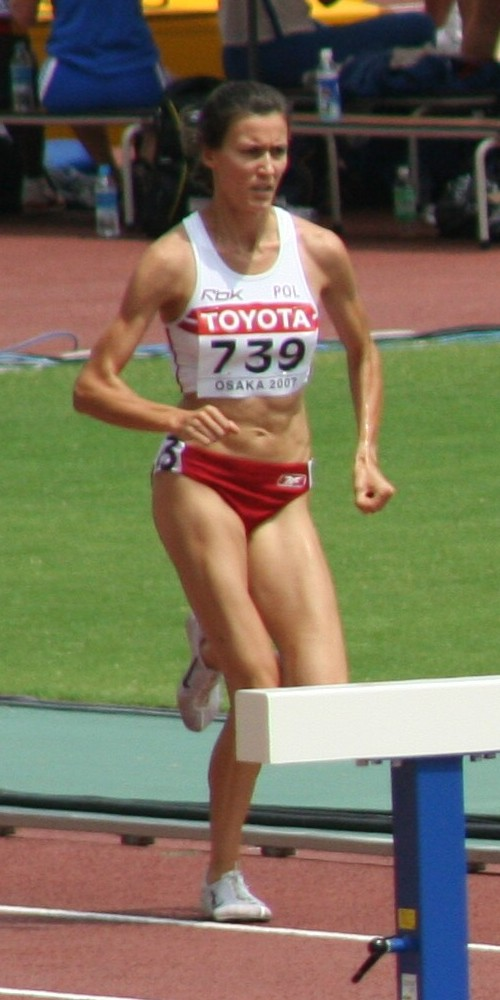
Katarzyna Kowalska – Rang zehn
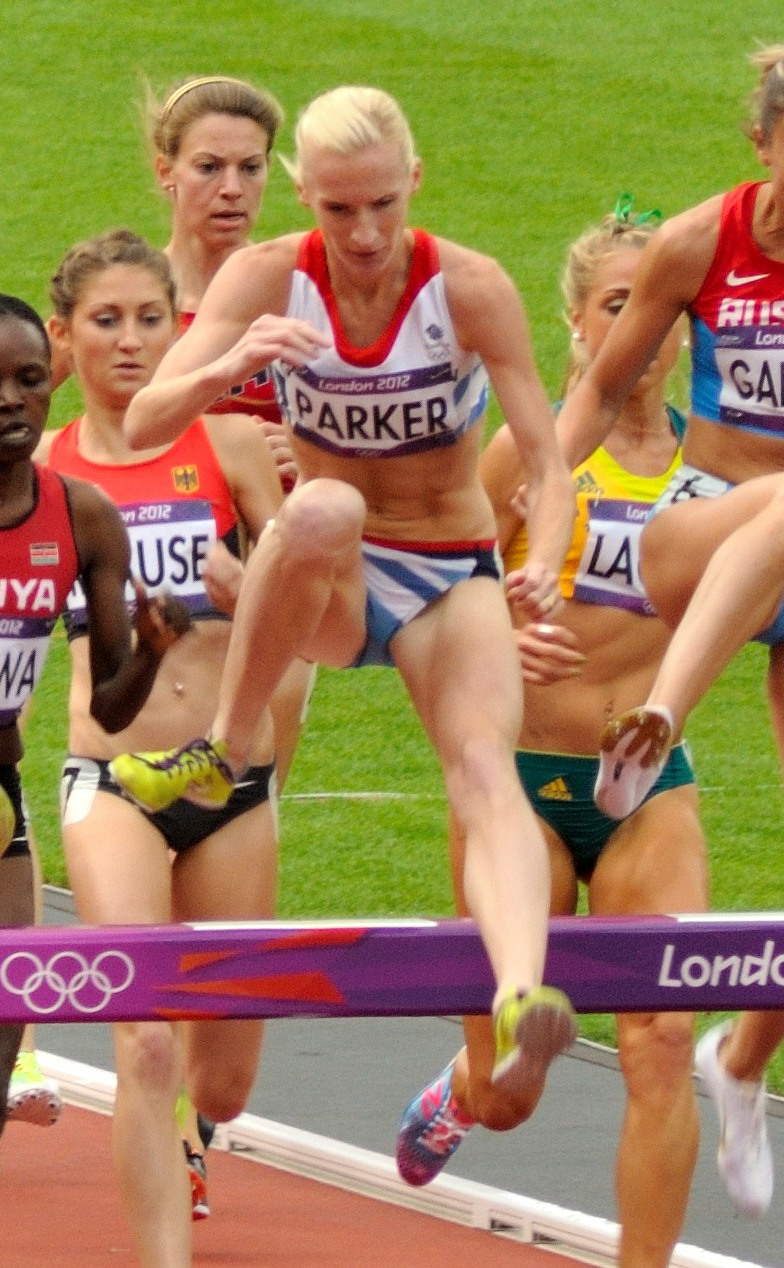
Barbara Parker – Rang elf
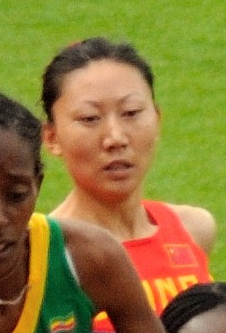
Li Zhenzhu – Rang zwölf

## Finale
17. August 2008, 21:30 Uhr
| Platz | Name                    | Nation    | Zeit        | Anmerkung |
| ----- | ----------------------- | --------- | ----------- | --------- |
| 1     | Gulnara Galkina         | Russland  | 8:58,81 min | WR        |
| 2     | Eunice Jepkorir Kertich | Kenia     | 9:07,41 min | AF        |
| 3     | Tatjana Petrowa         | Russland  | 9:12,33 min |           |
| 4     | Cristina Casandra       | Rumänien  | 9:16,85 min | NR        |
| 5     | Ruth Bisibori Nyangau   | Kenia     | 9:17,35 min | PB        |
| 6     | Zemzem Ahmed            | Äthiopien | 9:17,85 min | NR        |
| 7     | Wioletta Frankiewicz    | Polen     | 9:21,76 min |           |
| 8     | Jenny Barringer         | USA       | 9:22,26 min | NM        |
| 9     | Anna Willard            | USA       | 9:25,63 min |           |
| 10    | Elena Romagnolo         | Italien   | 9:30,04 min |           |
| 11    | Zulema Fuentes-Pila     | Spanien   | 9:35,16 min |           |
| 12    | Habiba Ghribi           | Tunesien  | 9:36,43 min |           |
| 13    | Róisín McGettigan       | Irland    | 9:55,89 min |           |
| DNF   | Marta Domínguez         | Spanien   |             |           |
| DOP   | Jekaterina Wolkowa      | Russland  | 9:07,64 min |           |

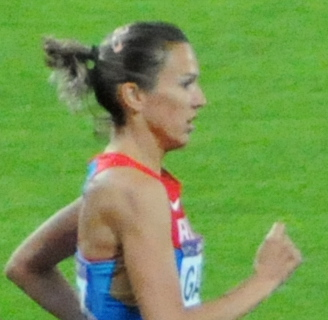
Gulnara Galkina – Olympiasiegerin mit Weltrekord

Im Finale waren je zwei Kenianerinnen, Russinnen Spanierinnen und US-Amerikanerinnen sowie je eine Läuferin aus Äthiopien, Irland, Italien, Polen, Rumänien, Tunesien vertreten. Die dritte russische Athletin wurde im Jahr 2016 wegen Dopingmissbrauchs disqualifiziert.
Dieser Wettbewerb war noch ganz neu im internationalen Wettkampfprogramm und wurde bei Olympischen Spielen erstmals ausgetragen. So war die Ausgangslage im Hinblick auf einen Favoritenkreis noch recht unübersichtlich. Stark einzuschätzen waren auf jeden Fall die Läuferinnen aus Russland mit der Weltmeisterin von 2007 und Vizeweltmeisterin von 2005 Jekaterina Wolkowa, der Vizeeuropameisterin und Vizeweltmeisterin Tatjana Petrowa sowie der Weltrekordlerin und WM-Siebten Gulnara Galkina – frühere Gulnara Samitowa. Von diesen gehörte Wolkowa allerdings zu den 2016 des Dopings überführten Teilnehmerinnen dieser Spiele. Auch die Läuferinnen aus Kenia mit der WM-Dritten Eunice Jepkorir und der WM-Vierten Ruth Bisibori Nyangau wurden zum ganz engen Favoritenkreis gezählt. Hinzu kamen noch die französische WM-Fünfte Sophie Duarte und die Rumänin Cristina Casandra als WM-Sechste von 2007 und WM-Siebte von 2005. Allerdings war Duarte bereits im Vorlauf ausgeschieden. Alle anderen Favoritinnen hatten sich für den Endlauf qualifiziert.
Dieses erste 3000-Meter-Hindernisfinale bei Olympischen Spielen wurde ein bedingungsloser Tempolauf von Beginn an. Galkina führte das Feld mit weltrekordverdächtigen Zwischenzeiten an. Den ersten Kilometer legte sie in 2:58,63 min, den zweiten in 3:00,57 min zurück. Diesem hohen Tempo war keine ihrer Konkurrentinnen auch nur annähernd gewachsen. Galkina löste sich früh von ihren Verfolgerinnen und vergrößerte den Abstand zu ihren Konkurrentinnen mit zunehmender Streckenlänge immer weiter. Das Feld dahinter zerfiel in kleine Grüppchen. Im Ziel hatte Gulnara Galkina als erste Olympiasiegerin auf dieser Distanz einen Vorsprung von fast neun Sekunden und unterbot als erste Läuferin überhaupt die 9-Minuten-Marke. Eunice Jepkorir erspurtete sich am Ende die Silbermedaille, Tatjana Petrowa gewann nach der Disqualifikation ihrer Landsfrau Wolkowa knapp fünf Sekunden hinter der Kenianerin Bronze. Vierte wurde Cristina Casandra vor Ruth Bisibori Nyangau. Platz sechs belegte die Äthiopierin Zemzem Ahmed vor Wioletta Frankiewicz aus Polen und der US-Amerikanerin Jenny Barringer – spätere Jenny Simpson.

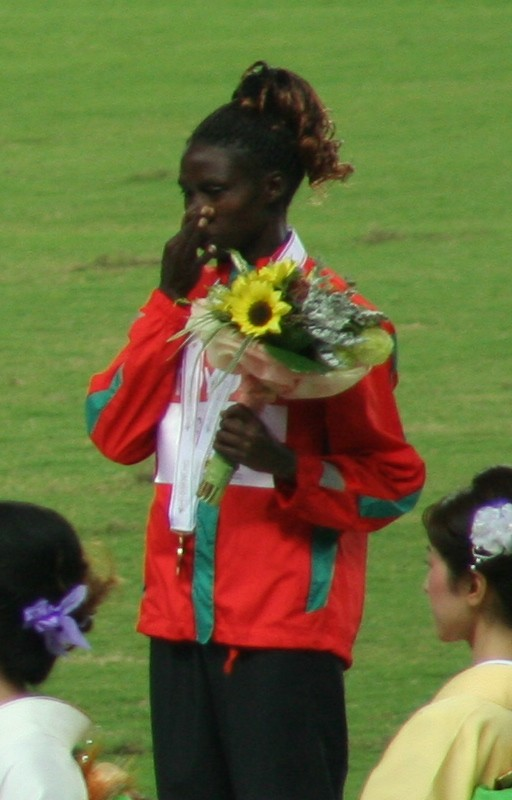
Silbermedaille für Eunice Jepkorir
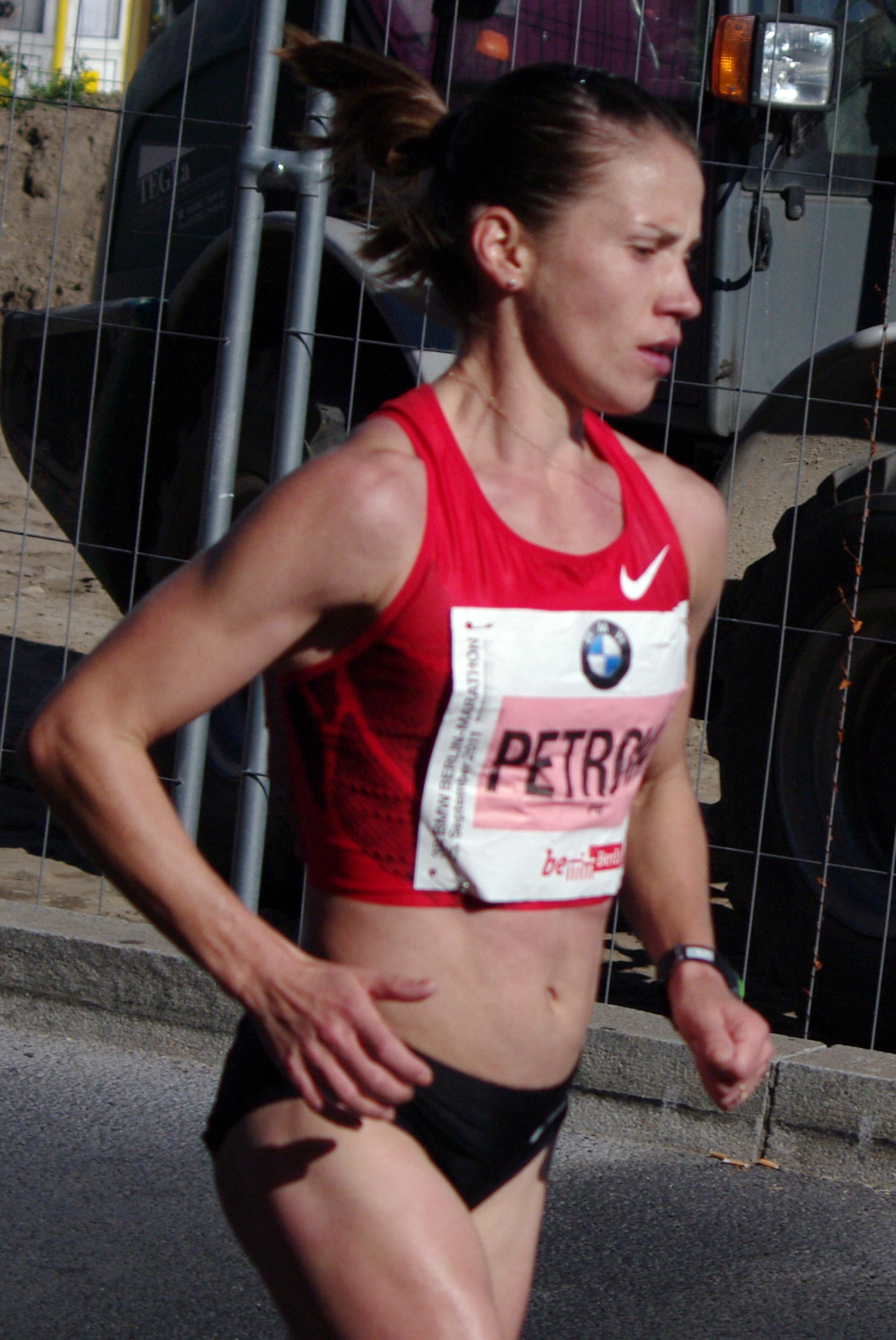
Bronzemedaillengewinnerin Tatjana Petrowa
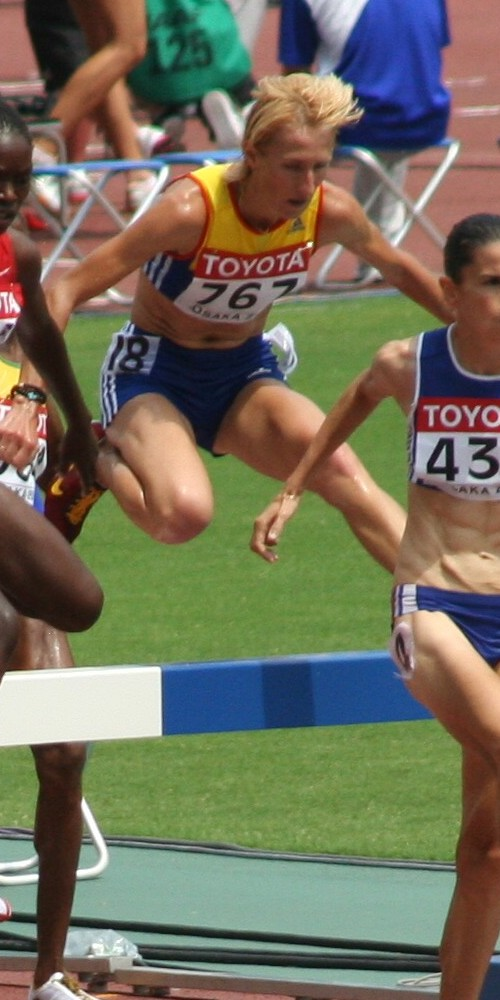
Cristina Cassandra erreichte Platz vier
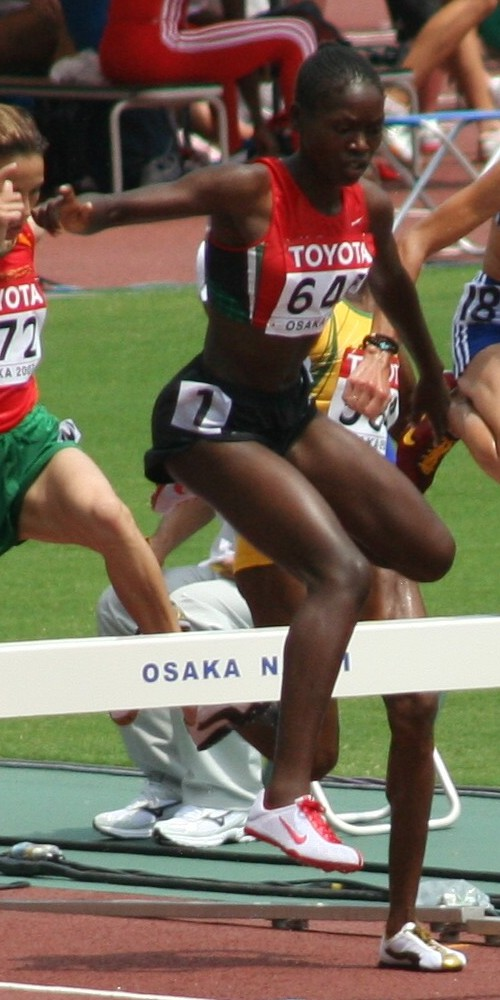
Ruth Bisibori Nyangau – Rang fünf
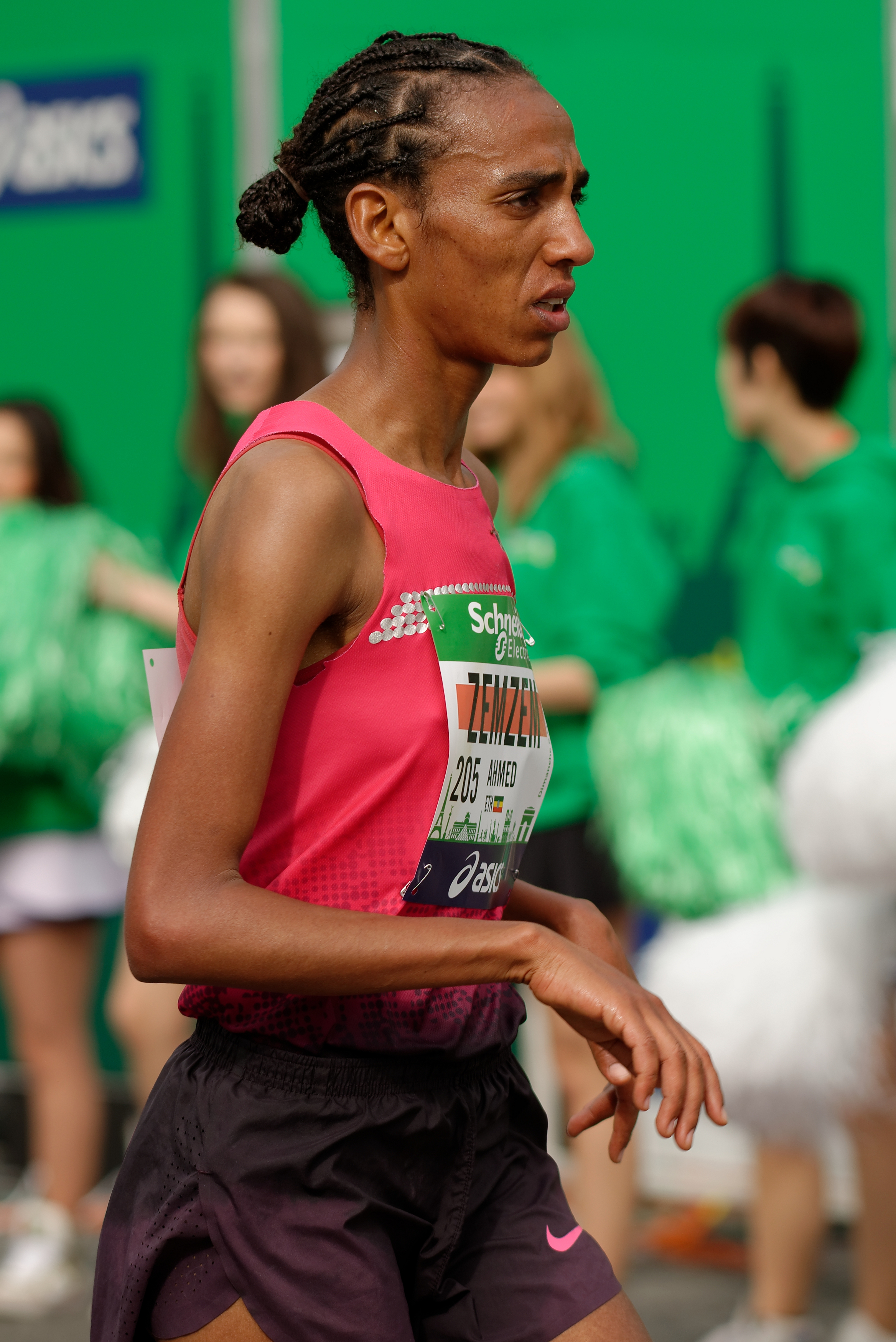
Zemzem Ahmed lief mit Landesrekord auf den sechsten Platz
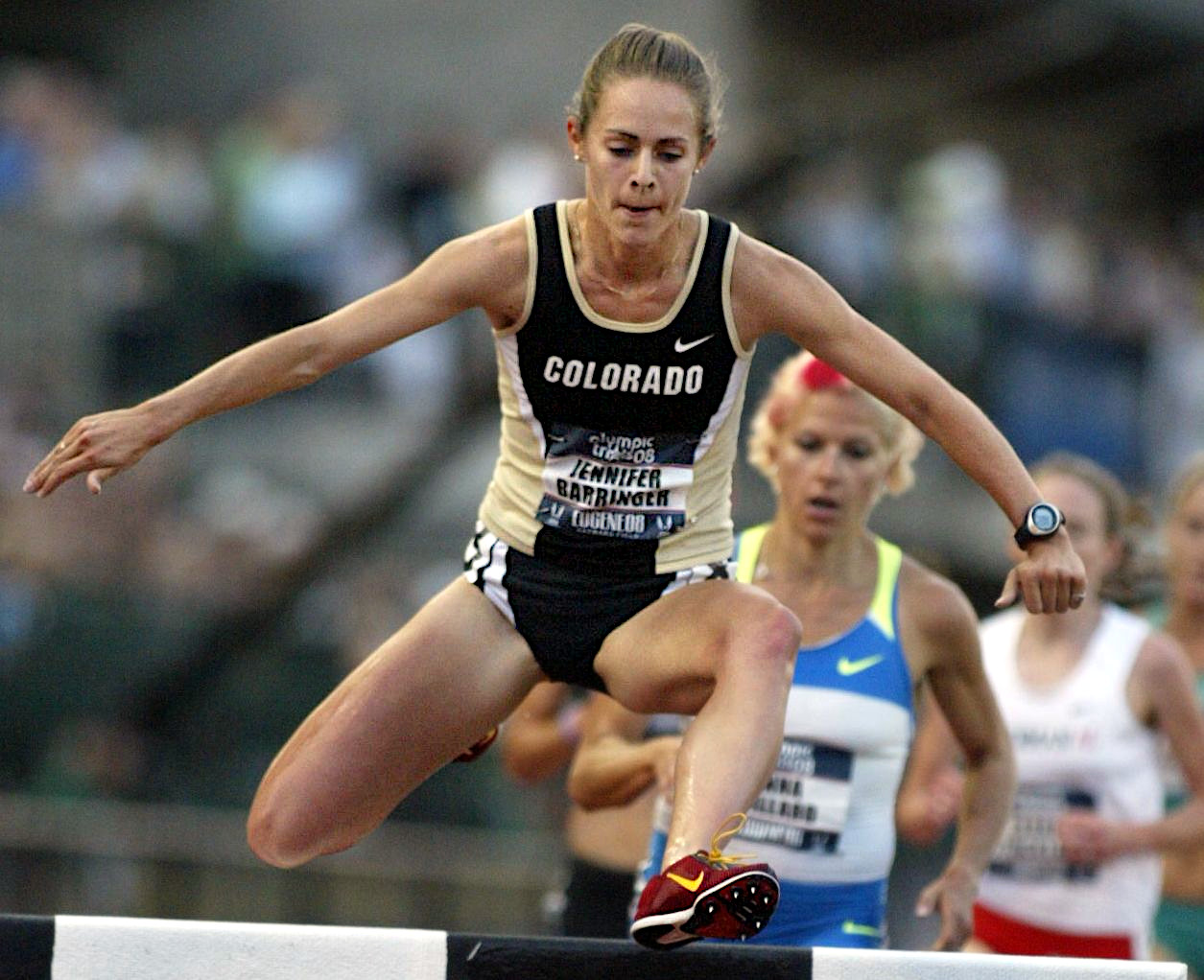
Die achtplatzierte Jenny Barringer
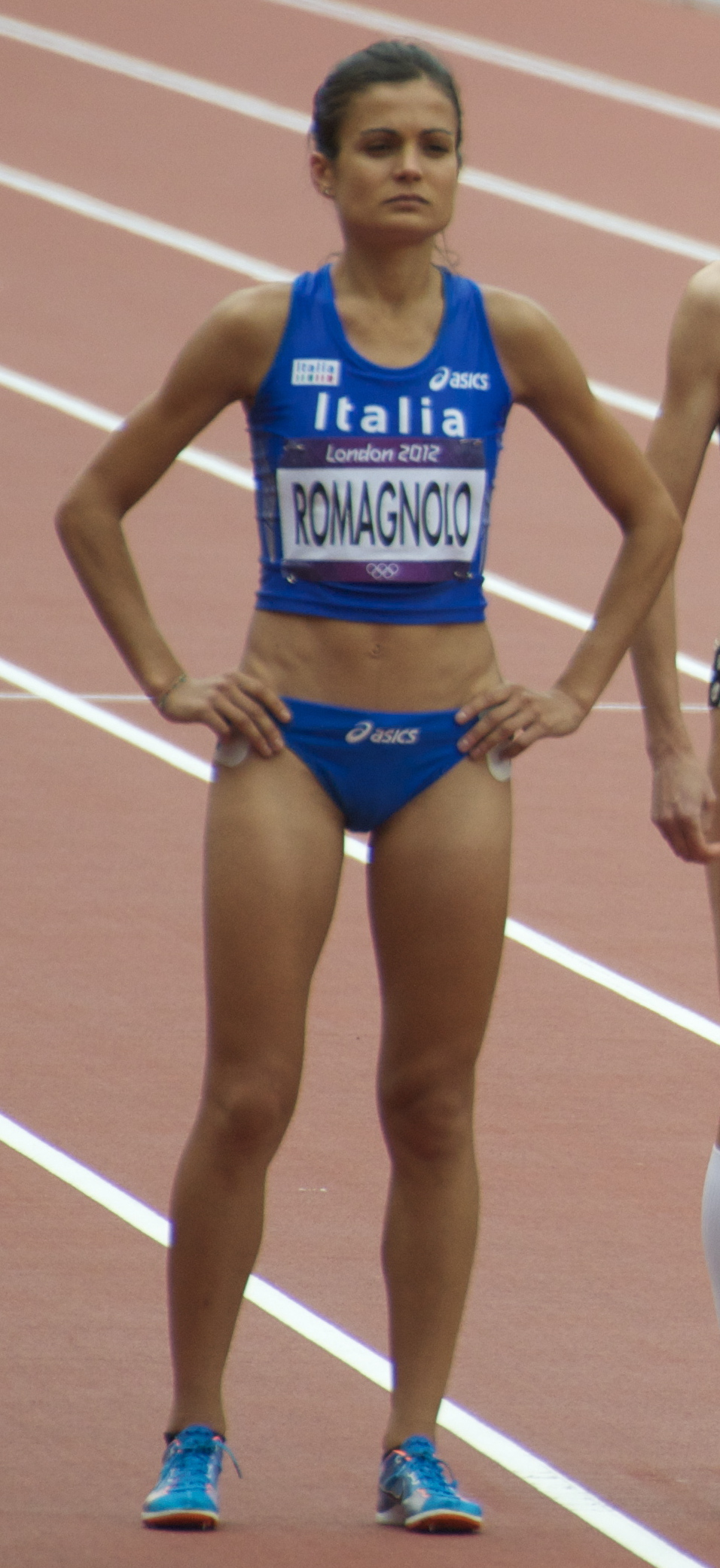
Elena Romagnolo kam auf den zehnten Platz
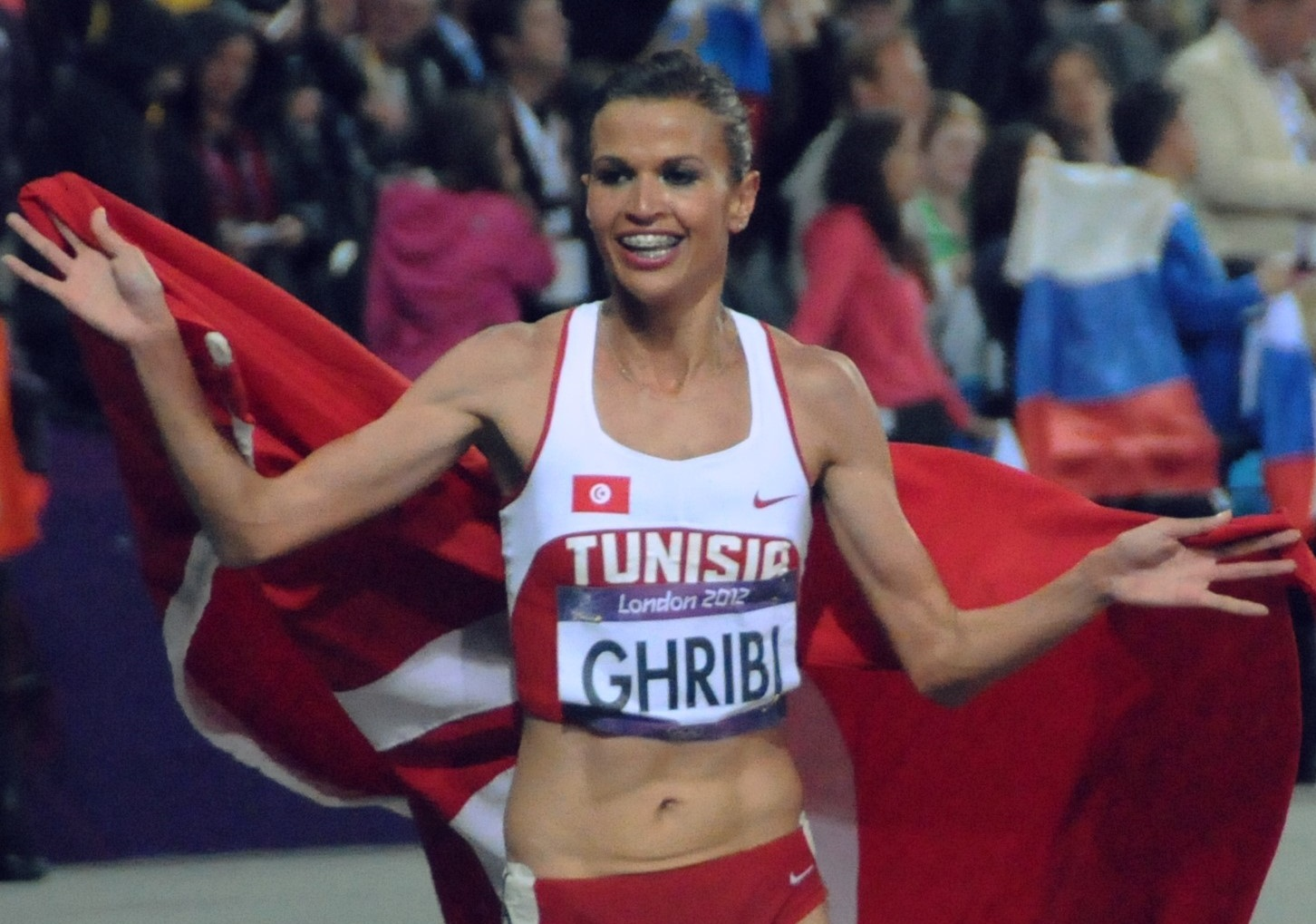
Die Olympiazwölfte Habiba Ghribi
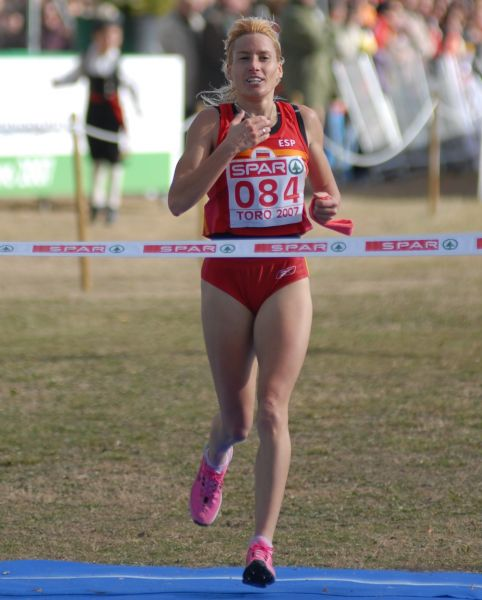
Marta Domínguez gab das Rennen auf
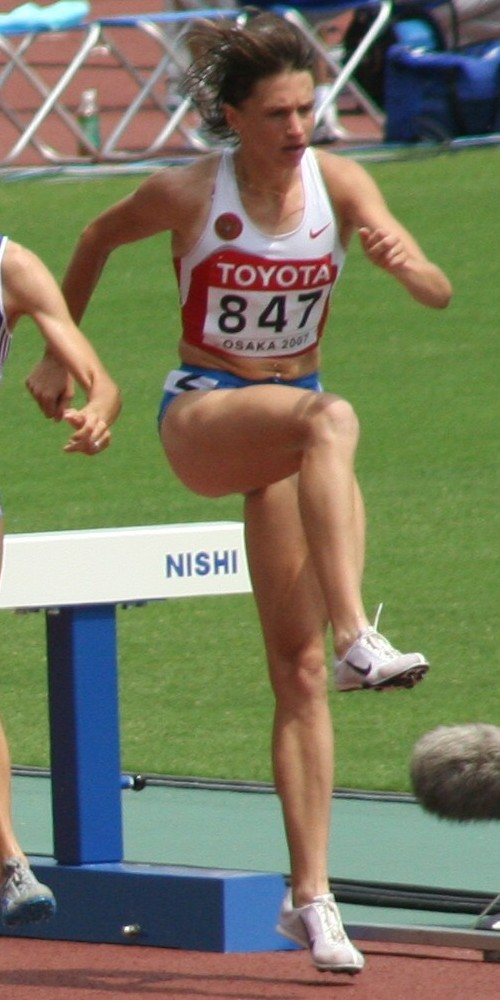
Jekaterina Wolkowa wurde wegen Dopingbetrugs acht Jahre nach dem Rennen disqualifiziert

## Video
- ATHLETICS-WOMEN'S 3000M STEEPLECHASE- FINAL, youtube.com, abgerufen am 14. März 2022